# 末広町 (苫小牧市)
末広町（すえひろちょう）は北海道苫小牧市に存在する町丁である。

## 歴史
元は旭町地区の一部であった。1952年（昭和27年）11月15日に、本町から同地区へ市役所が新築移転してきたことを契機として、一帯は官庁街や文教地区として確立し、公営住宅も建てられるなどの発展を遂げた。
これを受けて1958年（昭和33年）10月3日、旭町から分割される形で、末広町および港町が新たに設定された。

## 末広町の主なデータ
郵便番号：053ｰ0011
世帯数：1003世帯(令和7年7月末時点）　

人口：1624人、男751人女873人(令和7年7月末時点）

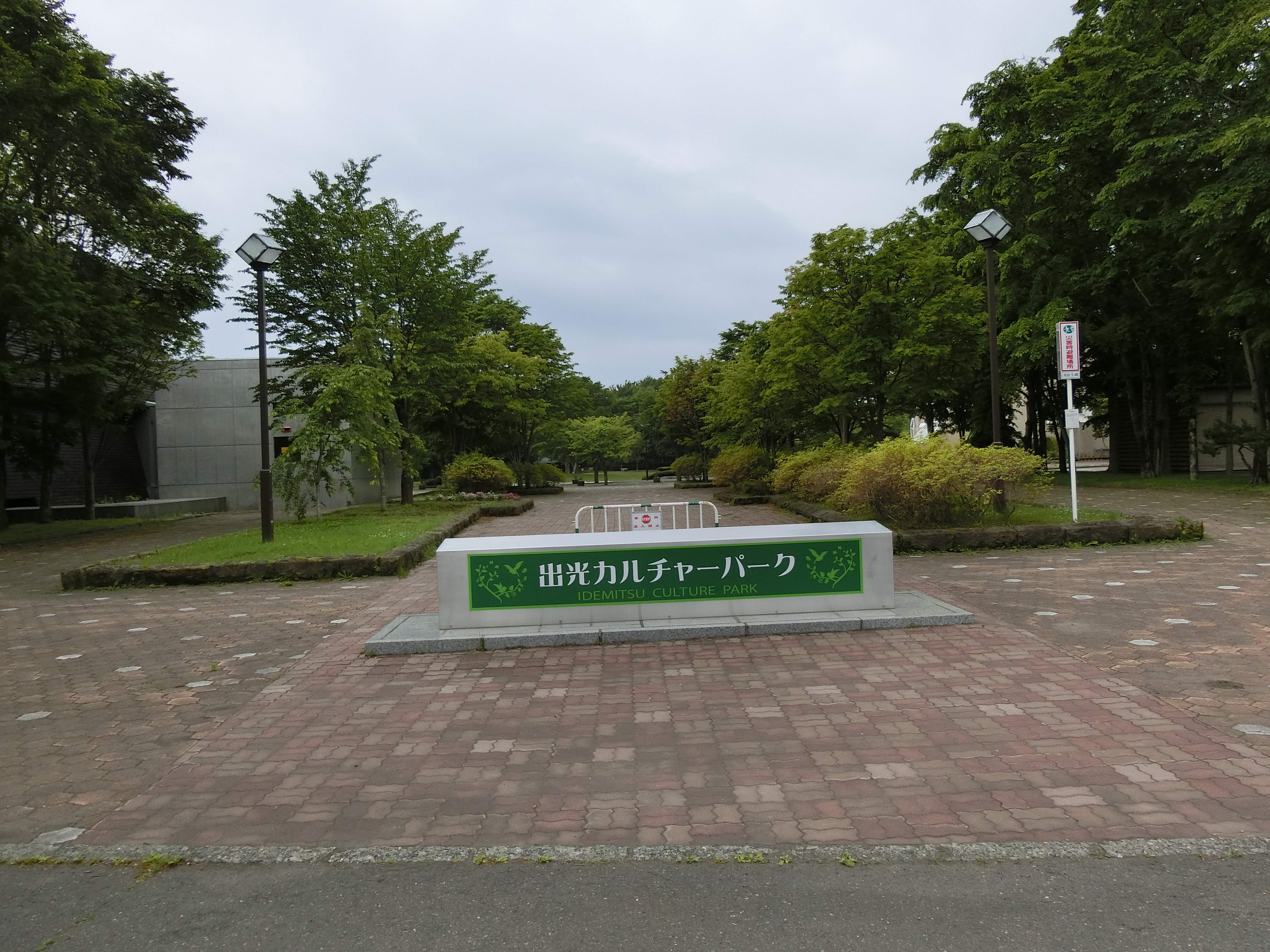
苫小牧市末広町3丁目にある出光カルチャーパーク(2017年7月2日撮影)

## 末広町にある主な建物や公共施設
- 出光カルチャーパーク(市民文化公園)パーク内には苫小牧市立中央図書館、苫小牧市サンガーデン、苫小牧市美術博物館がある。
- 苫小牧市消防署末広出張所
- 苫小牧市総合体育館
- 末広保育園

## 末広町の校区
末広町の小学校区、通学区は苫小牧市立苫小牧東小学校と苫小牧市立若草小学校。
中学通学区は苫小牧市立苫小牧東中学校である